# Брак с чужденец
Брак с чужденец (на турски: Yabancı Damat) e турски драматичен сериал, излязъл на телевизионния екран през 2004 г.

## Сюжет
Назлъ, дъщерята на известен производител на баклава от Газиантеп завършва колеж в Анкара и се завръща в родния си град. Семейството ѝ е изключително щастливо от това, но за нейна изненада баща ѝ Кахраман обещава на бизнес партньора си Йокеш да я ожени за сина му Кадир. Цялото ѝ семейство – майка ѝ, баща ѝ, дядо ѝ и сестра ѝ симпатизират на нагласената сватба. След като е дадено обещание, сватбата трябва да се състои.
Назлъ избягва при съученичката си Зейнеп, която живее в Бодрум. Тя си намира работа в един от местните хотели. Докато работи там тя се запознава с красивия Нико, когото мисли за англичанин. Той е грък, който е живял със семейството си в Истанбул и после се завръща обратно в Атина. Назлъ и Нико се влюбват. Семейството и годеникът ѝ са по петите ѝ. Бившата приятелка на Нико която е певица също се оказва голяма пречка между тях. Освен всичките проблеми семейството на Нико мрази турци, а семейството на Назлъ мрази гърци.

## Актьорски състав
- Нехир Ердоган – Назлъ
- Йозгюр Чевик – Нико „Никос“
- Ердал Йозячълар – Кахраман
- Сумру Явруджук – Фериде
- Биннур Кая – Назире
- Илкер Аксум – Рушен
- Ариф Еркин – Мемик
- Озан Уурлу – Мустафа Джан
- Мазлум Кипер – Ставро „Ставрос“
- Айла Караджа – Елени
- Тюлин Орал – Ефтеля
- Нилгюн Белгюн – Катина
- Зеки Алася – Йокеш
- Енгин Акюрек – Кадир
- Мюбеджел Вардар – Хайрие
- Аслъ Алтайлар – Айсел
- Йелиз Аккая – Есра Акман
- Гюзин Алкан – Дьоне
- Наталия Дусопулос – Анна
- Катерина Моуцацоу – Стела
- Бинназ Ергин – Икрамйе
- Йълмаз Гурда – Джеляир Уста
- Ахмет Уз – Хикмет
- Шинаси Юртсевер – Хамит
- Назлъ Тосуноолу – Рабиа

## В България
В България сериалът започва излъчване на 29 август 2009 г. по bTV и завършва на 14 януари 2010 г. Ролите се озвучават от Гергана Стоянова, Христина Ибришимова, Васил Бинев и Тодор Николов.